# Метеозонд

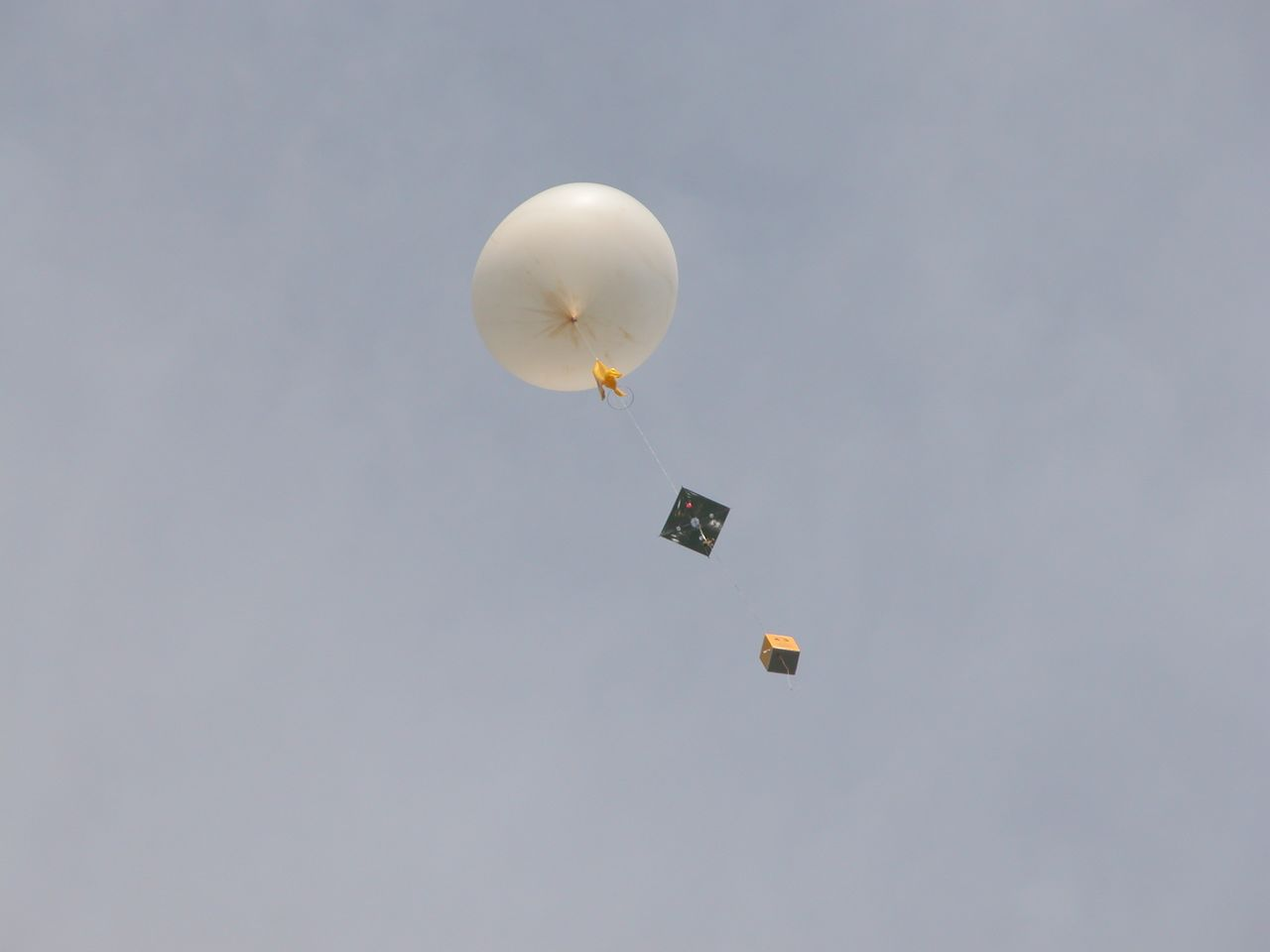
Метеозонд

Метеозо́нд, шар-зо́нд или баллон-зонд — одноразовый беспилотный аэростат, предназначенный для изучения атмосферы. Состоит из резиновой или пластиковой оболочки, наполненной водородом или гелием, и подвешенного к ней контейнера с аппаратурой.
Приборы позволяют измерять давление воздуха, влажность, температуру и другие параметры. Замеры перемещения шара позволяют определять скорость ветра на разных высотах. Информация, как правило, передаётся по радио («радиозонд»). До внедрения радио на метеозондах устанавливали метеорографы, которые нужно было возвращать на землю. Если шар запускают только для измерения скорости ветра, то его называют «шар-пилот».
Ежедневно в мире запускается порядка 1000 метеозондов. Данные полученные с них используются также в глобальных прогностических моделях.,
Метеозонды могут достигать высот 30—40 км. Рекорд высоты для ультратонкого полиэтиленового метеозонда с диаметром 60 м составляет 53,7 км (20 сентября 2013 г., Япония, Тихий океан). Предыдущий рекорд 53 км также принадлежит Японии (25 мая 2002 года, префектура Ивате). До этого много лет США держали рекорд 51 820 м (1972 г.), что говорит о трудности и даже случайности преодоления метеозондом отметки в 50 км.

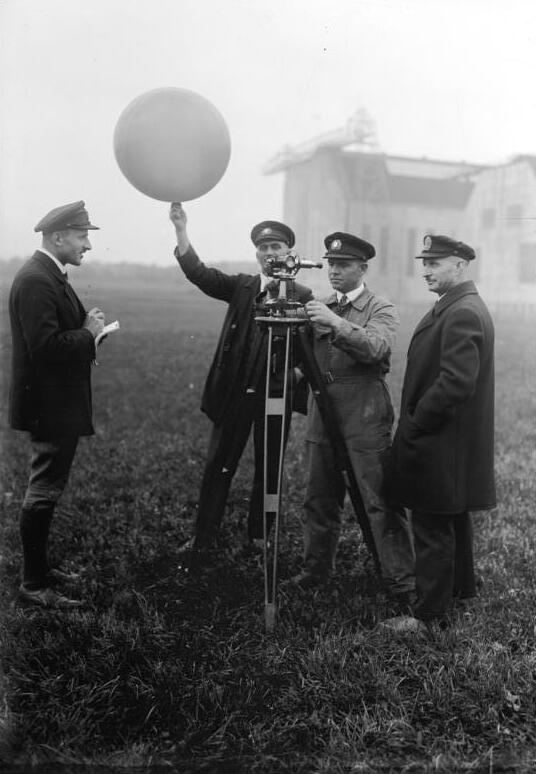
Подготовка в запуску шара-пилота и наблюдению за ним с помощью аэрологического теодолита. Германия, 1928 г.